# Aleksandar Toentsjev
Aleksandar Blagov Toentsjev (Bulgaars: Александър Тунчев) (Pazardzjik, 10 juli 1981) is een Bulgaars betaald voetballer die bij voorkeur als verdediger speelt. Hij verruilde in juli 2008 CSKA Sofia voor Leicester City FC. In augustus 2005 debuteerde hij in het Bulgaars voetbalelftal, waarvoor hij meer dan dertig interlands speelde.

## Carrière
- 1992-'01: Hebar Pazardzhik
- 2001-'02: Belasitsa Petritsj
- 2002-'05: Lokomotiv Plovdiv
- 2005-'08: CSKA Sofia
- 2008-: Leicester City FC